# Ivano-Fracena
Ivano-Fracena là một đô thị ở tỉnh Trento ở vùng Trentino-Alto Adige/Südtirol của Ý, tọa lạc cách 30 km về phía đông của Trento. Tại thời điểm ngày 31 tháng 12 năm 2004, đô thị này có dân số 289 người và diện tích là 6,1 km².
Ivano-Fracena giáp các đô thị: Pieve Tesino, Strigno, Ospedaletto và Villa Agnedo.